# Championnat de Belgique de football de deuxième division 1962-1963
Navigation
saison précédente saison suivante
Le Championnat de Belgique de football de Division 2 1962-1963 est la 46e édition du championnat de deuxième niveau national en Belgique. Il oppose 16 équipes, qui s'affrontent deux fois chacune en matches aller-retour. Au terme de la saison, le champion et son dauphin sont promus en Division 1, alors que les deux derniers classés sont relégués en Division 3.

## Hiver rigoureux
À l'instar de toutes les autres divisions, cette division est perturbée par l'hiver très rigoureux qui empêche la tenue des compétitions durant l'entièreté des mois de janvier et février 1963.

## Waterschei puni
Dans le courant de cette saison, éclate une affaire de corruption, qui fait grand bruit à l'époque, et trouve son épilogue au début du  mois d'août 1963, avec la rétrogradation de Waterschei vers la Division 3.
Le dossier débute quand Tilleur dépose officiellement plainte contre Waterschei lequel aurait « acheter » les services d'un des anciens joueurs pour fausser la compétition. Comme souvent, l'affaire met du temps pour être traitée et quand le championnat se termine, Waterschei qui est vice-champion derrière le FC Malinois est donc en position de rejoindre la Division 1. 
Au terme de la procèdure, THOR Waterschei est reconnu coupable et sanctionné. Le club se retrouve en D3 au lieu de la D1 ! C'est Turnhout (classé 3e du championnat) qui grimpe parmi l'élite,.
La saison suivante, Waterschei forty d'un noyau compétitif remporte sa série de D3 alors que Turnhout se sauve sportivement en D1, mais est sanctionné et relégué à la suite d'une autre affaire de corruption !

## Clubs participants
Seize clubs prennent part à cette édition, soit le même nombre que lors de la compétition précédente.
Les matricules renseignés en gras existent encore lors de la saison « 2012-2013 ».
| #  | Nom                                                    | Mat. | Ville        | Stades              | En D2 depuis    | Total en D2 | Saison précéd.     |
| -- | ------------------------------------------------------ | ---- | ------------ | ------------------- | --------------- | ----------- | ------------------ |
| 1  | Koninklijke Sportclub Eendracht Aalst                  | 90   | Alost        | Pierre Cornelis     | 1962-1963 (1re) | 11 saisons  | Division 1 16e     |
| 2  | Koninklijke Waterschei Sportvereniging THOR Genk       | 553  | Genk         | André Dumont        | 1962-1963 (1re) | 13 saisons  | Division 1 15e     |
| 3  | Royal Club Sportif Verviétois                          | 8    | Verviers     | stade de Bielmont   | 1961-1962 (2e)  | 23 saisons  | 11e                |
| 4  | Koninklijke Kortrijk Sports                            | 19   | Courtrai     | Guldensporenstadion | 1943-1944 (19e) | 28 saisons  | 13e                |
| 5  | Royal Tilleur Football Club                            | 21   | Tilleur      | stade de Buraufosse | 1959-1960 (4e)  | 28 saisons  | 5e                 |
| 6  | Royal Charleroi Sporting Club                          | 22   | Charleroi    | stade du Mambourg   | 1957-1958 (6e)  | 17 saisons  | 6e                 |
| 7  | Koninklijke Football Club Malinois                     | 25   | Malines      | Achter de Kazerne   | 1956-1957 (6e)  | 17 saisons  | 3e                 |
| 8  | Royal White Star Athletic Club                         | 47   | Woluwe-St-L. | rue Kelle           | 1947-1948 (15e) | 26 saisons  | 8e                 |
| 9  | Athletische sportvereniging Oostende Kon. Maatschappij | 53   | Ostende      | Albert Park         | 1961-1962 (2e)  | 27 saisons  | 10e                |
| 10 | Koninklijke Football Club Herentals                    | 97   | Herentals    | St-Janneke          | 1961-1962 (2e)  | 13 saisons  | 4e                 |
| 11 | Royal Football Club Turnhout                           | 148  | Turnhout     | Villapark           | 1960-1961 (3e)  | 25 saisons  | 7e                 |
| 12 | Union Royale Namur                                     | 156  | Namur        | des Champs-Élysées  | 1960-1961 (3e)  | 8 saisons   | 12e                |
| 13 | Kon. Oude-Leerlingen St-Augustinus Merksem Sportclub   | 544  | Merksem      | Gemeentelijke       | 1959-1960 (4e)  | 4 saisons   | 14e                |
| 14 | Patro Eisden                                           | 3434 | Eisden       | ??                  | 1961-1962 (2e)  | 6 saisons   | 9e                 |
| 15 | Koninklijke Racing Club Mechelen                       | 24   | Malines      | Oscar Van Kesbeeck  | 1962-1963 (1re) | 15 saisons  | 1er Div. 3 Série A |
| 16 | Royal Crossing Club de Molenbeek                       | 451  | Molenbeek    | Sippelberg          | 1962-1963 (1re) | 1 saison    | 1er Div. 3 Série B |

### Localisation
| \| Merksem Turnhout FC Malinois RC Mechelen Courtrai Alost Crossing White Star Waterschei Charleroi UR Namur Tilleur Verviers Eisden Ostende Herentals \| Localisation des clubs engagés en Division 2 1962-1963 |
| Merksem Turnhout FC Malinois RC Mechelen Courtrai Alost Crossing White Star Waterschei Charleroi UR Namur Tilleur Verviers Eisden Ostende Herentals                                                              |

## Championnat
- Le nom des clubs est celui employé à l'époque

Légende
- Champion et promu en Division 1 la saison suivante
- Promu en Division 1 la saison suivante
- clubs relégués en Division 3 la saison suivante

Abréviations
 : Relégué de Division 1
 : Promu de Division 3

### Classement final
| Rang | Équipe                     | Pts | J  | G  | N  | P  | Bp | Bc | Diff |
| ---- | -------------------------- | --- | -- | -- | -- | -- | -- | -- | ---- |
| 1    | K. FC MALINOIS             | 46  | 30 | 22 | 2  | 6  | 76 | 34 | +42  |
| 2    | K. Waterschei SV THOR Genk | 45  | 30 | 19 | 7  | 4  | 66 | 40 | +26  |
| 3    | K. FC Turnhout             | 44  | 30 | 17 | 10 | 3  | 55 | 21 | +34  |
| 4    | R. Tilleur FC              | 38  | 30 | 17 | 4  | 9  | 72 | 53 | +19  |
| 5    | R. Crossing FC Molenbeek   | 35  | 30 | 15 | 5  | 10 | 55 | 44 | +11  |
| 6    | R. Charleroi SC            | 33  | 30 | 12 | 9  | 9  | 39 | 34 | +5   |
| 7    | Patro Eisden               | 29  | 30 | 11 | 7  | 12 | 65 | 50 | +15  |
| 8    | R. CS Verviétois           | 29  | 30 | 10 | 9  | 11 | 60 | 49 | +11  |
| 9    | AS Oostende KM             | 27  | 30 | 12 | 3  | 15 | 48 | 55 | -7   |
| 10   | K. SC Eendracht Aalst      | 27  | 30 | 10 | 7  | 13 | 42 | 43 | -1   |
| 11   | K. RC Mechelen             | 24  | 30 | 10 | 4  | 16 | 42 | 80 | -38  |
| 12   | R. White Star AC           | 23  | 30 | 8  | 7  | 15 | 37 | 58 | -21  |
| 13   | K. FC Herentals            | 22  | 30 | 9  | 4  | 17 | 53 | 71 | -18  |
| 14   | K. Kortrijk Sport          | 22  | 30 | 7  | 8  | 15 | 39 | 64 | -25  |
| 15   | UR Namur                   | 21  | 30 | 7  | 7  | 16 | 33 | 55 | -22  |
| 16   | K. OLSE Merksem SC         | 15  | 30 | 4  | 7  | 19 | 37 | 68 | -31  |

### Leader du classement journée par journée
La « ligne du temps » ci-dessous renseigne le premier du classement « à la fin des journées effectives » et « ce chronologiquement par rapport au plus grand nombre de parties jouées ». Concrètement cela signifie l'équipe totalisant le plus de points quant au moins une formation a disputé le nombre de journées en question, que ce leader ait ou pas joué ce nombre de matches. Cela essentiellement en cas de remises partielles ou de rencontres décalées.
- En cas d'égalité de points et de victoires, le leader donné est l'équipe ayant la meilleure différence de buts, même si pour rappel ce critère n'est pas pris en compte pour départager les formations en cas de montée ou descente.

#### Résultats des rencontres
| Résultats (▼dom., ►ext.)                                   | AAL | CHA | CRO | HER | KOR | MAL | RCM | MER | NAM | OST | PAT | TIL | TUR | VER | WAT | WST |
| K. SC Eendracht Aalst                                      |     | 1-4 | 0-2 | 0-4 | 2-0 | 1-2 | 1-0 | 3-1 | 5-1 | 4-0 | 3-3 | 2-2 | 0-1 | 3-3 | 2-0 | 0-0 |
| R. Charleroi SC                                            | 1-1 |     | 1-1 | 1-1 | 3-0 | 0-3 | 4-1 | 2-0 | 2-1 | 2-0 | 1-0 | 0-2 | 1-1 | 1-1 | 1-1 | 2-1 |
| R. Crossing FC Molenbeek                                   | 0-1 | 1-0 |     | 4-2 | 2-1 | 1-5 | 3-4 | 1-0 | 1-1 | 4-1 | 4-1 | 2-1 | 1-3 | 1-0 | 0-0 | 0-0 |
| K. FC Herentals                                            | 0-5 | 1-4 | 1-0 |     | 5-1 | 3-0 | 2-3 | 5-2 | 1-1 | 2-0 | 2-5 | 4-1 | 0-0 | 2-0 | 1-5 | 2-0 |
| K. Kortrijk Sport                                          | 0-2 | 4-2 | 4-3 | 4-2 |     | 1-1 | 4-2 | 1-1 | 0-0 | 3-2 | 0-1 | 3-2 | 1-1 | 2-2 | 0-0 | 1-1 |
| R. FC Malinois                                             | 0-1 | 2-0 | 5-0 | 4-1 | 3-1 |     | 3-0 | 1-0 | 1-0 | 2-1 | 4-3 | 1-3 | 1-4 | 4-0 | 6-2 | 4-0 |
| K. RC Mechelen                                             | 1-0 | 2-1 | 0-2 | 2-1 | 1-2 | 0-3 |     | 4-1 | 1-1 | 1-0 | 0-1 | 0-6 | 1-4 | 2-6 | 2-2 | 3-2 |
| K. OLSE Merksem                                            | 2-2 | 0-0 | 3-4 | 1-1 | 1-1 | 2-4 | 0-1 |     | 1-0 | 3-1 | 3-1 | 1-3 | 0-0 | 1-0 | 0-1 | 2-2 |
| UR Namur                                                   | 2-0 | 0-0 | 1-3 | 2-1 | 2-0 | 1-2 | 1-1 | 5-2 |     | 3-1 | 1-0 | 1-2 | 0-1 | 0-4 | 2-3 | 1-3 |
| AS Oostende KM                                             | 3-1 | 3-0 | 1-0 | 5-2 | 1-0 | 2-4 | 2-1 | 4-3 | 2-0 |     | 1-0 | 3-1 | 0-0 | 2-2 | 6-0 | 0-2 |
| Patro Eisden                                               | 4-1 | 0-2 | 2-3 | 2-1 | 4-1 | 0-3 | 4-4 | 6-2 | 6-0 | 2-3 |     | 2-3 | 1-0 | 3-3 | 1-1 | 7-0 |
| R. Tilleur FC                                              | 1-0 | 3-0 | 1-5 | 7-2 | 4-2 | 2-2 | 5-1 | 5-1 | 2-1 | 2-1 | 1-0 |     | 5-0 | 2-0 | 0-6 | 1-1 |
| K. FC Turnhout                                             | 2-0 | 0-0 | 1-1 | 3-0 | 6-0 | 3-0 | 3-0 | 2-0 | 2-1 | 2-2 | 2-1 | 2-2 |     | 3-1 | 5-0 | 2-0 |
| R. CS Verviétois                                           | 0-0 | 1-2 | 2-1 | 3-1 | 4-1 | 1-4 | 7-0 | 3-1 | 1-2 | 3-0 | 2-2 | 3-1 | 0-0 |     | 1-1 | 5-2 |
| K. Waterschei SV THOR Genk                                 | 3-1 | 2-0 | 2-1 | 3-2 | 1-0 | 1-0 | 9-3 | 3-2 | 5-0 | 3-0 | 0-0 | 3-0 | 1-0 | 3-1 |     | 3-2 |
| R. White Star AC                                           | 1-0 | 0-2 | 0-4 | 3-1 | 3-1 | 1-2 | 0-1 | 2-1 | 2-2 | 2-1 | 1-1 | 2-4 | 1-2 | 2-1 | 1-2 |     |
| - Victoire à domicile - Match nul - Victoire à l'extérieur |     |     |     |     |     |     |     |     |     |     |     |     |     |     |     |     |

### Résumé
Les premiers journées voient plusieurs formations se succéder à la première place. Tilleur, les promus du Crossing ou les relégués d'Alost. Après sic journée, les « Métallos » de Tilleur ont repris les commandes grâce à une victoire de mieux que Turnhout. L'KSC Eendracht Alost est à un point. Le Club Malinois et Waterschei sont à deux unités. Les départs les plus calamiteux sont pour l'UR Namur (2 points mais un match de moins) et White Star (1).
Tilleur fait un sans-faute avec entre autres un succès (1-2) au FC Malinois. Avec 17 unités, les Liégeois devancent Turnhout (15), Waterschei (14), le FC Malinois (13) et Alost (12). Namur a gagné son match de retard contre Herentals, mais avec 7 points les « Merles » restent à la bordure de la zone rouge qu'occupent Merksem (5) et le White Star (3).

#### Deux mois d'interruption
Le Tilleur FC poursuit sa course en tête, malgré une défaite (2-1) au Crossing de Molenbeek. Les « Métallos » gagnent le titre honorifique de « champion d'automne ». Mais ils sont les seuls, avec l'AS Ostende, à avoir disputé leurs quinze rencontres du premier tour. Les autres formations n'ont joué que 14 ou 13 parties. La 13e journée, du 16 décembre 1962 a été amputée de deux rencontres. Mais les événements prennent le dessus. L'Hiver 62-63 est particulièrement froid et long. Les compétitions de football sont à l'arrêt et ne retrouvent leur cours normal qu'au début du mois de mars 1963.
| Classement au 30 décembre 1962 |             |    |    |    |   |    |                 |    |    |   |   |     |                |    |    |   |   |     |               |    |    |   |
| P                              | Clubs       | J  | P  | V  |   | P  | Clubs           | J  | P  | V |   | P   | Clubs          | J  | P  | V |   | P   | Clubs         | J  | P  | V |
| 1.                             | Tilleur FC  | 15 | 25 | 12 | X | 5. | THOR Waterschei | 13 | 15 | 6 | X | 9.  | Charleroi SC   | 14 | 13 | 5 | X | 12. | CS Verviétois | 14 | 12 | 4 |
| 2.                             | FC Malinois | 14 | 21 | 10 | X | 5. | Crossing Mol.   | 14 | 15 | 6 | X | 10. | Kortrijk Sport | 14 | 13 | 4 | X | 14. | White Star AC | 13 | 7  | 3 |
| 3.                             | FC Turnhout | 14 | 21 | 7  | X | 7. | RC Mechelen     | 13 | 14 | 5 | X | 11. | FC Herentals   | 14 | 12 | 5 | X | 15. | UR Namur      | 13 | 7  | 2 |
| 4.                             | E. Aalst    | 14 | 16 | 5  | X | 7. | AS Oostende     | 15 | 14 | 5 | X | 12. | Patro Eisden   | 14 | 12 | 4 | X | 15. | OLSE Merksem  | 14 | 7  | 2 |

La reprise début mars est consacrée à des matches d'alignement, puis deux journées complètes. Les principaux résultats sont le net succès (5-0) de Tilleur contre Turnhout lequel a infligé un revers (3-0) au FC Malinois. À ce moment, les Bleus et Blanc liégeois conservent et consolident leur leadership. Namur et Merksem sont plus que jamais coincés aux deux dernières places. À l'approche des deux tiers de la compétition, à la suite de deux défaites consécutives à Herentals et au Patro Eisden, Tilleur est rejoint par le Club Malinois alors que Turnhout et Waterschei se rapproche sérieusement en alignant quatre succès. Les « Thorians » signent même une cinquième et une sixième victoire de rang contre ses rivaux directs que sont le FC Malinois et Turnhout. Les « Métallos » de Tilleur gardent les commandes en battant Namur (2-1) mais concèdent ensuite un nul à Alost. Les quatre premiers du classement se tiennent sur 3 points.

#### Tilleur craque, mais dépose réclamation
Au soir du 28 avril 1963, le « Club Malinois » passe en tête à la suite de sa victoire (0-3) dans le derby contre le Racing et au partage concédé par Tilleur contre le White Star (1-1). Turnhout, victorieux (2-1) de Namur repasse 3e devant Waterschei, accroché (1-1) à Charleroi. Quatre jours plus tard, le jour férié du 1er mai 1963 est mis à profit pour réaligner toutes les équipes à 23 matches. Particularité, le même jour, Tilleur joue sa 24e rencontre et s'incline lourdement (1-5) contre le Crossing. Les quatre premiers sont groupés sur une seule unité. Les premiers poursuivants, les « Crossingmen molenbeekois », sont à 7 points.
Le 5 mai 1963, Tilleur continue de glisser vers le bas et se retrouve quatrième, en s'inclinant à Courtrai Sport. Le leader malinois est aussi battu (3-0 à Herentals). Turnhout (vainqueur de 3-0 du RC Malines) prend la tête directement suivi de THOR Waterschei qui a gagné à Merksem (0-1). Le 19 mai 1963, toutes les formations sont réalignées en termes de matches joués : 26. À quatre journées de la fin, c'est le FC Malinois (38) qui est repassé devant Turnhout (grâce à une victoire de plus). Tilleur (16v) et Waterschei (15v) ont un point de moins. En fin de tableau. OLSE Merksem (14) et Namur (15) occupent les sièges basculants en pourchassant Herentals (18) et le White Star (20).
Lors de la 27e journée, le FC Malines s'impose contre Courtrai alors Waterschei se hisse au 2e rang en profitant du partage (2-2) concédé par Turnhout contre Ostende. Tilleur perd le derby liégeois à Verviers (3-1) et voit le titre s'éloigner. Le Crossing était le dernier à encore pouvoir s’immiscer dans le quatuor de tête mas sa défaite à Waterschei (2-1) l'écarte mathématiquement de toute possibilité de montée. L'accès vers l'élite nationale se joue donc à 4.
Pendant la « journée 28 », Tilleur enterre ses dernières illusions en subissant une correction (0-6) de la part de Waterschei. Les « Métallos » ont déposé réclamation à l'encontre de Waterschei, pour « corruption » ou « tentative de corruption ». Une longue procédure d'enquête se met en marche. Comme le FC Malinois et Turnhout ont aussi remporté leur rencontre respective, il ne reste que trois clubs groupés sur un point, pour l'attribution des deux places montantes. En fin de grille, Herentals contient l'UR Namur (1-1). Les Campinois(20)  maintiennent les Mosans à deux longueurs et condamnent mathématiquement OLSE Merksem (15) à la Division 3.
L'avant-dernière journée voit les deux leaders s'imposer (Malines à l'arraché 4-3 contre le Patro et Waterschei de justesse 1-0 contre Kortrijk Sport). Turnhout est tenu en échec par le Sporting de Charleroi (0-0) et dit adieu au titre en raison du nombre de victoires. Les Campinois ont un point de moins que THOR Waterschei mais aussi 2 victoires de retard. Ils sont donc obligés de le dépasser pour atteindre la « D1 ». Herentals (22, 9v) gagne à Alost (0-4) et assure son maintien. Namur a également gagné (5-2 contre Merksem) mais ne compte que 20 points et 7 victoires. C'est le White Star (battu au RC Malines 3-2) qui reste menacé avec ses 21 points et 7 victoires. Un partage des « Etoilés » ne sera pas suffisant en cas de succès namurois lors de la journée de clôture.

#### Verdict final sur le tapis vert
L'ultime journée n'apporte aucune modification aux positions. Comme pressenti, le « Club Malinois » s'impose aisément (2-4) sur le terrain d'un Merksem, relégué depuis deux semaines. Waterschei étrille Herentals (1-5) et confirme sa deuxième place. Le White Star bat Alost (1-0) et ne s'occupe pas de Namur qui n'a de toutes façons pas fait mieux que 0-0 à Courtrai.
La plainte déposée par Tilleur est examinée par l'URBSFA. La procédure très longue n'aboutit qu'au mois d'août suivant. Le verdict est très sévère pour THOR Waterschei qui se prépare à évoluer en D1. Reconnu coupable, le club limbourgeois est « disqualifié » et renvoyé en Division 3. Turnhout (3e du général) est promu parmi l'élite. L'UR Namur, qui se croyait en « D3 », est repêchée et peut poursuivre en « D2 » !

### Meilleur buteur
- Pierre Kasongo R. CS Verviétois avec 28 buts.

Pierre Kasongo est le premier joueur africain sacré meilleur buteur de la Division 2 belge.

## Récapitulatif de la saison
- Champion: K. FC Malinois (3e titre en D2)
  - 2e promu: K. FC Turnhout

- Seizième titre de D2 pour la Province d'Anvers

| Région flamande (10)            | Région flamande (10) | Province de Brabant (2)      | Province de Brabant (2) | Région wallonne (4)    | Région wallonne (4) |
| ------------------------------- | -------------------- | ---------------------------- | ----------------------- | ---------------------- | ------------------- |
| Province d'Anvers               | 5                    | Région de Bruxelles-Capitale | 2                       | Province de Hainaut    | 1                   |
| Province de Flandre-Occidentale | 2                    | Province du Brabant flamand  | 0                       | Province de Liège      | 2                   |
| Province de Flandre-Orientale   | 1                    | Province du Brabant wallon   | 0                       | Province de Luxembourg | 0                   |
| Province de Limbourg            | 2                    |                              |                         | Province de Namur      | 1                   |

1. ↑  Au niveau footballistique, la province de Brabant est toujours unitaire malgré sa partition territoriale en 1995.

### Admission et relégation
Le « Club Malinois » enlève son troisième titre dans l'antichambre de l'élite et gagne le droit de rejoindre la Division 1. Le « matricule 25 » est accompagné par Turnhout qui a terminé à la 3e place mais profite de la sanction infligée à Waterschei (voir ci-dessus).
Les deux montants croisent l'Olympic de Charleroi et de l'Union St-Gilloise qui ont terminé aux deux dernières places de la D1.
En plus de Waterschei, le dernier classé Merksem est relégué. Boom et le SV Waregem montent depuis la Division 3

## Débuts en D2
Un club évolue pour la toute première fois de son Histoire au 2e étage national du football belge. Il est le 101e club différent à atteindre ce niveau.
- R. Crossing FC Molenbeek 19e club brabançon différent - le 12e Bruxellois - à atteindre ce niveau.

## Échange de matricules - Fusion - Changement d'appellation
À la fin de la saison, des tractations entamées depuis longtemps aboutissent. Elles concernent un rapprochement entre deux anciers clubs bruxellois: le Racing de Bruxelles et le White Star AC.
Plusieurs fois évoquée mais ajournée dans les années précédentes, le mariage Racing+White Star se déroule en « trois étapes » du 21 au 23 juin 1963: un échange de matricule, une fusion et un changement de dénomination.

### Échange de matricules
Bien qu'en proie à de sérieuses difficultés financières depuis plusieurs saisons, le Racing CB hésite longuement à répondre favorablement à la proposition de fusionner avec le White Star.
Parmi les causes des hésitations, il y a le souci des Racingmen de protéger leur matricule: le n°6, glorieux numéro honoré de six titres de champion de Belgique et d'une Coupe de Belgique.
Un article du règlement en vigueur à l'époque apporte la solution. Le 21 juin 1963, le R. Racing CB échange son matricule avec celui du R. FC La Rhodienne, un club qui, porteur du « matricule 1274 », évolue, à cette époque, en Promotion.

### Fusion
Désormais porteur du « matricule 1274 », le Royal Racing Club de Bruxelles accepte la fusion, plusieurs fois ajournée par le passé, et s'unit, le 22 juin 1963, avec le Royal White Star Athletic Club. L'entité formée garde le « matricule 47 » du White Star et prend le nom de Royal Racing White.
Le matricule 1247 est peu après radié par l'URBSFA.

### Changement d'appellation
Le 23 juin 1963, dernier élément de la fusion  Racing+White Star, le R. FC La Rhodienne change sa dénomination officielle et devient le  K. Sint-Genesius Rode Sport. Désormais porteur du « matricule 6 » St-Genesius Rode Sport accède à la Division 3 puisque c'est à ce niveau qu'évoluait le Racing CB au moment de la fusion évoquée ci-avant.